# Diego López de Salcedo
Diego López de Salcedo y Rodríguez (Alcántara, ca. 1490-Trujillo, 1530) fue un militar y gobernador español, que participó en la conquista de Centroamérica. Fue el segundo gobernador de la provincia de Higueras y Honduras, de 1526 a 1530; y el primer gobernador de facto de la provincia de Nicaragua, entre 1527 y 1528.

## Biografía
Natural de Extremadura, se trasladó a América y residió por un tiempo en la isla de La Española. Por real cédula emitida el 20 de noviembre de 1525 fue nombrado gobernador de Higueras y cabo de Honduras, lo cual implicaba la formal creación de la provincia de Honduras como parte del imperio español en América. Al llegar al territorio de su jurisdicción expulsó a Hernando de Saavedra, a quien Hernán Cortés había dejado allí como autoridad tras la derrota del rebelde Cristóbal de Olid.
Desde el primer momento se dedicó a acrecentar su riqueza personal, causando malestar entre los colonos e indígenas. Al considerar que el territorio de su gobernación era muy pobre, decidió anexar el territorio de Nicaragua, al que bautizó como Nuevo Reino de León. Otro capitán, Pedro de los Ríos, que era el gobernador de Castilla de Oro, le disputó el control de Nicaragua, pero López de Meneses se impuso y pudo así convertirse en el segundo gobernador de Nicaragua. Si bien acataron su autoridad los cabildos de la Villa de Bruselas, Granada y León, no contaba con la autorización de la Corona española, que solo lo reconocía como gobernador de Honduras, por lo que su gobierno en Nicaragua fue de facto.
Como gobernador de Nicaragua, envió a Gabriel de Rojas y Córdova a explorar y poblar el territorio de la Mar Dulce, fundando Nueva Jaén, en el punto de origen del río El Desaguadero. Esta villa acabó siendo abandonada, para posteriormente ser refundada como San Carlos. 
Le salió al frente otro capitán, Pedro Arias Dávila o Pedrarias (anteriormente gobernador de Castilla de Oro), nombrado gobernador y capitán general de Nicaragua por real cédula de 15 de marzo de 1527, es decir, de manera legal. Finalmente, López de Meneses fue apresado por las mismas autoridades de León y Granada, y en esa situación lo halló Pedrarias cuando ingresó a Nicaragua a asumir el mando. Uno de los que soliviantaron a las tropas en su contra fue el teniente de gobernador Martín de Estete, antiguo partidario de Pedrarias, que había simulado estar a su favor.
Fue sometido a proceso por haber tomado el poder si el permiso real. Tras siete meses de prisión fue liberado y se le permitió regresar a Honduras, con el compromiso de que se sometiera a juicio de residencia, si así lo disponía el rey.
Falleció a principios de 1530 en el puerto hondureño de Trujillo. Se rumoreó que fue envenenado, aunque en realidad su salud se hallaba ya muy estropeada debido a los trajines motivados por su malhadada aventura en Nicaragua.